# Elecciones municipales de Tacna de 1966
Las elecciones municipales de Tacna de 1966 se llevaron a cabo el 13 de noviembre de 1966 para elegir al alcalde y al Concejo Provincial de Tacna para el periodo 1967-1969. La elección se celebró simultáneamente con elecciones municipales en todo el país.

## Sistema electoral
La Municipalidad Provincial de Tacna es el órgano administrativo y de gobierno de la provincia de Tacna. Está compuesta por el alcalde y el Concejo Provincial.
La votación del alcalde y el concejo se realiza en base al sufragio universal alfabeto, que comprende a todos los ciudadanos nacionales mayores de veintiún años, empadronados y residentes en la provincia de Tacna y en pleno goce de sus derechos políticos.
El Concejo Provincial de Tacna está compuesto por 14 concejales elegidos por sufragio directo para un período de tres (3) años, en forma conjunta con la elección del alcalde (quien lo preside). La votación es por lista cerrada y bloqueada. Se asigna a cada lista los escaños según el método d'Hondt.

## Composición del Concejo Provincial de Tacna
La siguiente tabla muestra la composición del Concejo Provincial de Tacna antes de las elecciones.
| Partidos | Partidos                                                    | Concejales |
| -------- | ----------------------------------------------------------- | ---------- |
|          | Alianza Acción Popular - Democracia Cristiana               | 6          |
|          | Coalición Partido Aprista Peruano - Unión Nacional Odriísta | 5          |
|          | Lista Independiente N° 5 Frente de Unidad Tacneña           | 3          |

## Partidos y candidatos
A continuación se muestra una lista de los principales partidos y alianzas electorales que participaron en las elecciones:
| Candidatura | Candidatura | Partidos y alianzas | Candidatos | Candidatos                    | Ideología                                           | Resultado previo | Resultado previo | Ref. |
| Candidatura | Candidatura | Partidos y alianzas | Candidatos | Candidatos                    | Ideología                                           | Votos (%)        | Con.             | Ref. |
| ----------- | ----------- | --- | ---------- | ----------------------------- | --------------------------------------------------- | ---------------- | ---------------- | ---- |
|             | AP–DC       | Lista - Alianza Acción Popular - Democracia Cristiana (AP–DC) – Acción Popular (AP) – Partido Demócrata Cristiano (DC)                          |            | Juan Manzur Luna              | Liberalismo Humanismo Democracia cristiana          | 39.11%           | 6                |      |
|             | APRA–UNO    | Lista - Coalición Partido Aprista Peruano - Unión Nacional Odriísta (APRA–UNO) – Partido Aprista Peruano (APRA) – Unión Nacional Odriísta (UNO) |            | Rómulo Boluarte Ponce de León | Aprismo Conservadurismo social Populismo de derecha | 39.10%           | 5                |      |
|             | IND         | Lista - Lista Independiente N° 5 Movimiento Renovador Tacneñista                                                                                |            | Carlos Bartesaghi Kursell     | Localismo tacneño                                   | Nuevo            | Nuevo            |      |

## Resultados

### Sumario general
|                        |                                                                        |              |              |              |            |            |
| Partidos y coaliciones | Partidos y coaliciones                                                 | Voto popular | Voto popular | Voto popular | Concejales | Concejales |
| Partidos y coaliciones | Partidos y coaliciones                                                 | Votos        | %            | +/−          | Total      | +/−        |
|                        | Coalición Partido Aprista Peruano - Unión Nacional Odriísta (APRA–UNO) | 7,577        | 57.74        | +18.64       | 8          | +3         |
|                        | Alianza Acción Popular - Democracia Cristiana (AP–DC)                  | 4,320        | 32.92        | –6.19        | 5          | –1         |
|                        | Lista Independiente N° 5 Movimiento Renovador Tacneñista               | 1,226        | 9.34         | n/a          | 1          | +1         |
|                        |                                                                        |              |              |              |            |            |
| Total                  | Total                                                                  | 13,123       |              |              | 14         | ±0         |
|                        |                                                                        |              |              |              |            |            |
| Votos válidos          | Votos válidos                                                          | 13,123       | 89.58        | +4.33        |            |            |
| Votos en blanco        | Votos en blanco                                                        | 641          | 4.38         | –2.74        |            |            |
| Votos nulos            | Votos nulos                                                            | 885          | 6.04         | –1.58        |            |            |
| Votos emitidos         | Votos emitidos                                                         | 14,649       | n/d          | n/a          |            |            |
| Abstenciones           | Abstenciones                                                           | n/d          | n/d          | n/a          |            |            |
| Votantes registrados   | Votantes registrados                                                   | n/d          |              |              |            |            |
|                        |                                                                        |              |              |              |            |            |
| Fuente:                |                                                                        |              |              |              |            |            |

### Concejo Provincial de Tacna
| Cargo                         | Autoridad electa              | Partido político | Partido político         |
| ----------------------------- | ----------------------------- | ---------------- | ------------------------ |
| Alcalde Provincial de Tacna   | Rómulo Boluarte Ponce de León |                  | Coalición APRA-UNO       |
| Concejal Provincial de Tacna  | Julio Alva Centurión          |                  | Coalición APRA-UNO       |
| Concejal Provincial de Tacna  | Luis Ramos García             |                  | Coalición APRA-UNO       |
| Concejala Provincial de Tacna | Luisa Luque de Flores Guerra  |                  | Coalición APRA-UNO       |
| Concejal Provincial de Tacna  | Isaías Mamani Sánchez         |                  | Coalición APRA-UNO       |
| Concejala Provincial de Tacna | Olinda A. de Arana            |                  | Coalición APRA-UNO       |
| Concejal Provincial de Tacna  | Víctor Castro León            |                  | Coalición APRA-UNO       |
| Concejal Provincial de Tacna  | Luis Basadre Flores           |                  | Coalición APRA-UNO       |
| Concejal Provincial de Tacna  | Fortunato Zora Carvajal       |                  | Coalición APRA-UNO       |
| Concejal Provincial de Tacna  | Antonio Razetto Lagomarsino   |                  | Alianza AP-DC            |
| Concejal Provincial de Tacna  | Luis Martorell Flores         |                  | Alianza AP-DC            |
| Concejal Provincial de Tacna  | Jaime Bouroncle Yepez         |                  | Alianza AP-DC            |
| Concejal Provincial de Tacna  | Enrique Nalvarte Zevallos     |                  | Alianza AP-DC            |
| Concejal Provincial de Tacna  | Ángel Lombardi Argüelles      |                  | Alianza AP-DC            |
| Concejal Provincial de Tacna  | Raúl Pinto Villanueva         |                  | Lista Independiente N° 5 |

## Elecciones municipales distritales

### Resultados por distrito
La siguiente tabla enumera el control de los distritos de la provincia de Tacna. El cambio de mando de una organización política se resalta del color de ese partido.
| Distrito | Alcalde(sa) titular      | Partido político | Partido político         | Alcalde(sa) electo(a)    | Partido político | Partido político   |
| -------- | ------------------------ | ---------------- | ------------------------ | ------------------------ | ---------------- | ------------------ |
| Calana   | Néstor Villanueva Liendo |                  | Coalición APRA-UNO       | Néstor Villanueva Liendo |                  | Coalición APRA-UNO |
| Ilabaya  | Emilio Sánchez Rodríguez |                  | Alianza AP-DC            | Mario Carrillo Gurbillon |                  | Coalición APRA-UNO |
| Inclán   | Carolina de Berríos      |                  | Alianza AP-DC            | Leonel Berríos Berríos   |                  | Alianza AP-DC      |
| Ite      | Víctor Martínez Quintana |                  | Lista Independiente N° 6 | René Muñoz Neira         |                  | Alianza AP-DC      |
| Locumba  | Carlos Hurtado Pérez     |                  | Coalición APRA-UNO       | Carlos Hurtado Pérez     |                  | Coalición APRA-UNO |
| Pachía   | María Rejas de Bocchio   |                  | Alianza AP-DC            | María Rejas de Bocchio   |                  | Alianza AP-DC      |
| Palca    | Dionisio Ayca Flores     |                  | Alianza AP-DC            | Dionisio Ayca Flores     |                  | Alianza AP-DC      |
| Pocollay | Miguel Reynoso Flores    |                  | Coalición APRA-UNO       | Pablo Girón Maldonado    |                  | Coalición APRA-UNO |
| Sama     | Augusto Salinas Oviedo   |                  | Coalición APRA-UNO       | Carlos Salgado y Calvo   |                  | Coalición APRA-UNO |